# なにかもちがってますか
『なにかもちがってますか』 （ラテン文字サブタイトル：nanika mochigatte masuka）は、鬼頭莫宏による日本の漫画。『good!アフタヌーン』（講談社）にて、7号（2009年11月発売）から2015年4月号まで連載。単行本は全5巻。

## あらすじ
日比野光（ミッツ）は同じクラスの鶴里純に片思いしている平凡な中学3年生の男子。しかしある日、奇妙な転校生・一社高蔵（イッサ）が転校してきたことをきっかけに、「自分の近くにあるものと目標をキューブ状に入れ替える」超能力があることを認識する。一社は世の中を正すためには殺人も辞さないという過激な思想の持ち主であり、光の能力を利用して、携帯電話で通話しながら車を運転している人間を殺そうと持ちかける。初めは拒否する光だったが、能力の誤爆から鶴里の友人である奥田優里を殺してしまったことがきっかけで、やがて一社の言うとおりに運転手を殺していくようになる。
2人は活動するうちに、サイコメトリングの能力を持ち、殺された母親の敵を討とうとする少女・高岳似子（ニコ）や、刑事でありながら光たちに協力する中年男・桜山幹雄と出会う。一社たちの活動の結果、街からは通話しながら運転する人の姿が無くなったが、代わりに新興宗教団体が蔓延るようになる。そしてその団体に入信した鶴里は、光に一社を殺すのを手伝ってくれと頼む。光たちは一社の姉・春の助けもあり鶴里を退け、団体関係者と思しき人物と対峙するが、その正体は死んだはずのニコの母親だった。なんとか彼女を倒すのに成功した光たちは、世直しを続けるため受験勉強に励む普通の中学生らしい日々に戻っていく。

## 登場人物

### 主要人物
日比野 光（ひびの みつる） / ミッツ
本作の主人公。中学3年生の平凡な少年。物心ついた頃から世の中に違和感を覚えている。同級生の鶴里を密かに慕っている。転校生・一社から、自身に「自分の近くにあるものと目標をキューブ状に入れ替える」能力があることを知らされ、彼に世の中の間違いを正すことを強要される。気弱な性格ゆえに、一社には逆らえず、不本意ながらも彼の計画を遂行することになる。
能力の的中精度は低かったが、練習や実践を重ねることで徐々に思うように操れるようになる。時折、能力を発揮出来ないことがあるが、それには一社が関係している。
幼馴染の新瑞橋から「ミッツ」と呼ばれ、他の友人たちからは「ミツ」と呼ばれる。
一社 高蔵（いっしゃ こうぞう） / イッサ
光のクラスの転校生。女顔で謎めいた雰囲気の少年だが、性格は尊大かつ冷徹であり、転校初日に不良の亀島と乱闘を起こす程。この乱闘時に光の能力を発見する。極めて独善的な正義感・善悪感を持っており、「ルールを守れない者や出来損ないは殺しても良い」といった過激な思想から、携帯電話のながら運転やポイ捨てする人間、おバカタレントを光の能力で殺そうとする。
中学生離れした言動と態度を見せるが、物語が進行するにつれ、子供っぽい面やドジな一面も明らかになってゆく。
本当の苗字は「西（にし）」。最終話で能力者であることが判明する。アンプリファイア（増幅器）と呼ばれ、そばにいる能力者の能力を増幅させる力を持つ、彼に触れた者は能力が普段より大幅に向上する。父親は死亡しており母親は行方不明となっていたが、母も死亡していたことが判明する。
高岳 似子（たかおか にこ） / ニコ
光と一社の前に突然現れた少女。2人とは同い年。実家が遠くにあるため、一社の姉・春や桜山の家に寝泊りする。死んだ奥田優里を思わせる風貌。一社をして苦手と言わしめるほど強気で攻撃的な性格で男嫌い、一社のことをオヤマ、光のことをメガネと呼ぶ。
空間の履歴を読み解く「サイコメトリング」の能力者。殺された母親の敵（かたき）を討つことが目的であり、そのためと光の能力の補強のため、彼らと行動を共にすることになる。
8歳の時に能力に目覚め、自分の母が殺害される記憶をモグラのようなぬいぐるみから読み取る。以来、そのぬいぐるみを大事に持っている。
光が鶴里から貰った屋上の鍵に触れて記憶を読み取り、鶴里に屋上の鍵を渡した者を母の敵とした。自分の母が殺される記憶だと思っていたものは実際は一社の母が殺される記憶で、幼い彼女は記憶違いをしていた。物語終盤で生きている母と再会を果たす。
桜山 幹雄（さくらやま みきお）
もみあげが特徴的な警察官（刑事）。40歳の独身でひとり暮らし。光・一社・似子を捜査で追いつめながら、逮捕はせず計画へのアドバイスと補佐をする「顧問」を買って出る。その際に似子の高級な自転車を盗み、彼女たちが自分のいる警察署に出向くように仕向けた。魂が見える似子から何か隠しているとして接触当初は怪しまれていた。
光に「高岡くんが何を言っても 一社くんとは行動を共にするように」と助言する。
学校の屋上で春を刺そうとした鶴里の持っていたナイフを無害化したことで、光と同じ能力者・サイコキノと判明する。昔、似子の母親と一社の母親の3人グループで、光たちと同じように世直しをしていた。
一社 春（いっしゃ はる）
一社の姉。高校2年生で引きこもってるが、ネットで怪しげな商売（除霊）をしているため、金は持っている。顔は弟とそっくりで、眼鏡をかけている。妙な語尾をつけて話す独特な性格で、一社からは苦手がられている。似子と仲良くなり、桜山の世話になるまで彼女を自宅に泊める。似子が家を去る際には涙を流して別れを惜しんだ。
今のようになる前の弟を愛しており、昔の写真を愛でていた。その中には2歳の弟が、現在の似子が大事にしているぬいぐるみと写る姿があった（弟もそのぬいぐるみを気に入っていた）。
弟に除霊と騙されて鶴里と待ち合わせの校舎屋上に出向くが、春も悪と教えられていた鶴里によってナイフで刺さされかけるも桜山の活躍で事なきを得る。

### 光たちの学校関係者
鶴里 純（つるさと すみ）
光の同級生で同じクラス、彼の憧れの少女。親友・奥田の死をネットでのうわさから他殺と考え、犯人を捕まえるためにその場に居合わせた光を頼るようになる。その後、偶然の交通事故で父親を亡くし、強いショックを受ける（そのことが光にドライバーを殺す動機の一因にもなった）。その後、しばらく学校を休む。
光たちの街に新興宗教の支部が出来てからは入信し、「絶対に間違えない人」から一社が奥田を殺した犯人だと教えられる。また、校舎屋上の鍵を2つ所持しており、光に1つを渡し一社を屋上に連れてくるように依頼する。屋上で悪だと教えられていた春を刺すが桜山の活躍で傷を付けることは無かった。
最終話で街を去ったことが光によって語られる。
新瑞橋 恵理（あらたまばし えり）
光の幼馴染で別のクラス。前髪をピンでとめている。光を「ミッツ」と呼び公然と彼を慕うため、周囲の男子からは「ヨメ」と冷やかされている。女子からは「タマ」と呼ばれている。光の鶴里への思いに気付いているのか鶴里の父親の通夜には絶対に出席するよう伝える。一社にも臆さず接し、独断で愛称を「イッサ」に決定した。情報通で一社の母親が死亡していないことや、光が鶴里や（誰かは知らないが）似子と夜の公園で会っていたこと、一社の姉のことなどを知っていた。
物語結末で一社と同じ高校に進むことを強制された光と同じ学校を望み、受験勉強に励むことを誓う。
奥田 優里（おくだ ゆうり）
光の同級生で同じクラス。鶴里の親友。一社が不良の棚尾と喧嘩する場に光や鶴里と共に居合わせるが、その場で突然死する。死因は、光の能力によって脳の一部と校舎屋上の一部（コンクリート片）が入れ替わったためだと判明する。彼女の死後、学校は休校になった。
亀島 俊夫（かめじま としお）
光の同級生で同じクラス、親友。不良で、初対面の一社ともトラブルを起こしたが、光曰く「誤解されやすいがいい人」。普段は遅刻しがちだが、奥田の事件以来、痩せた光を思ってか遅刻せず登校する。
棚尾（たなお）
不良の男子生徒で、よく屋上を使っている。一社から罵倒されたことにより喧嘩になるが、一社が暴言を吐くことを止めなかったので所持していたナイフを取り出す。
中畑（なかはた）
棚尾と一緒に屋上に来た不良の男子生徒。一社に対して一方的に暴力を振るう棚尾にそのくらいにするよう促し、棚尾がナイフを取り出すと「そいつはやめとけ」と注意した。
桜 恵子（さくら けいこ）
光のクラスメイト。小テストで52点をとっていた。光は68点で一社は100点だった。
鳴海 ひろみ（なるみ ひろみ）
光のクラスメイト。小テストで58点をとっていた。
八剣 知子（やつるぎ ともこ）
光のクラスメイト。小テストで29点をとっていた。
今村（いまむら）
光たち3年イ組の担任の男性教師。生徒からあまり尊敬されていない描写がされる。生徒の鶴里の父親の通夜に出席する。

### その他の登場人物
似子の母親
名前は作中で登場しないので便宜上のもの。似子は母が殺されたと思っていたが、実際には生きていた。似子と同じサイコメトリーの能力者だが、その能力は娘の上をいく。新興宗教団体の支部で光と一社を事故死に見せかけて殺そうとするが失敗し、銃を片手に姿を現す。
光の能力で床に倒れていたところを能力の増幅器である一社に直接触れられたことで、周りにあった大量のゴミの記憶が頭に流れ込んできてしまい気を失う。それから1ヵ月経っても正気を取り戻してはいない。
宗教団体とは利害関係の一致から手を組んでおり、信者となっていた鶴里に一社と春が悪だと教えた。昔、桜山と一社の母親とでグループを組み活動していた。一社を殺そうとしていたことから一社の母親を殺害に関与したのは似子の母親であることが示唆される。
一社の母親
名前は作中で登場しないので便宜上のもの。息子の高蔵と同じく能力者でアンプリファイア（増幅器）。似子が1歳の頃にあたる14年前に殺害されており故人。
昔、桜山と似子の母親とでグループを組み活動していた。
日比野 政文（ひびの まさふみ）
光の父親。眼鏡をかけている。奥田の事件以来、痩せた光を気にしてか帰宅が早くなった。また、食卓での会話も多くなった。
日比野 舞子（ひびの まいこ）
光の母親。奥田の事件以来、痩せた光を気にしてか食卓には光の好きなものが並ぶようになった。
日比野 奏（ひびの かなで）
光の妹。小学6年生。光の部屋とはアコーディオンカーテンで仕切られている。
一社のおじさん
名前は作中で登場しないので便宜上のもの。子供がいなかったため一社高蔵を引き取った。彼の仕事の関係なのか引っ越しが多い。高蔵と血はつながっている。
一社のおばさん
名前は作中で登場しないので便宜上のもの。高蔵と血はつながっている。
鶴里の父親
名前は作中で登場しないので便宜上のもの。光と一社が携帯電話を使いながら運転している人たちに能力を使って事故を起こしたのと時を同じくして交通事故で死亡した。そのため当初、光は自分が殺したと思うが、出席した通夜の席で新瑞橋から（光たちとは関係の無い）高速道路を携帯電話でゲームしながら運転していた人の車に巻き込まれたことが伝えられる。
ポイ捨て男
名前は作中で登場しないので便宜上のもの。犯行予告のメッセージ作成に失敗した直後の光と一社の前を通り、空き缶をポイ捨てした。光の能力で左肩に傷を負うも逃亡し家に逃げ込む。突然現れた似子によって自宅を特定され、電話しているところで携帯電話を破壊され殺された。部屋には妻・息子・娘と思しき人物と写った写真が飾られていた。
彼の家のドアに光が指紋を残していたが、桜山によると誰のものも検出されなかった。
殺人犯の男
名前は作中で登場しないので便宜上のもの。在宅中の老女の家に押し入り包丁で刺殺し、ぬいぐるみの中にタンス預金されていた多額の現金を奪って逃走する。その後ぬいぐるみは路上に捨てられており、それを似子に拾われる。
ぬいぐるみに残された記憶を辿って来た似子と光を物置に閉じ込めて火を放つ。老女を殺す前に既に殺人を犯していた。逮捕後、人を殺すのを手伝えという天の声を聞いたと証言した。
老女
名前は作中で登場しないので便宜上のもの。 68歳。上記の殺人犯の男に殺害される。夫に先立たれ、離婚した娘とその孫の3人で暮らしている。娘とは口論が多かったとされる。
娘が殺人の犯人だと事件の担当刑事に（情状証拠と長年の刑事のカンから）決めてかかられており、娘が冤罪になることを恐れた似子たちが動き出し、不当逮捕されることはなかった。

## 単行本
- 鬼頭莫宏 『なにかもちがってますか』 講談社〈アフタヌーンKC〉、全5巻
  1. 2011年1月7日発売 ISBN 978-4-06-310720-3 - 『のりりん』2巻と同時発売。
  2. 2012年1月6日発売 ISBN 978-4-06-310798-2 - 『のりりん』4巻と同時発売。
  3. 2013年1月7日発売 ISBN 978-4-06-387861-5 - 『のりりん』6巻と同時発売。
  4. 2014年1月7日発売 ISBN 978-4-06-387948-3
  5. 2015年4月7日発売 ISBN 978-4-06-388038-0

## サブタイトルリスト
第18話のサブタイトルでは「≒」と「=」を半角文字で表しているが（「≒」の全角文字が無いため）、作中では「テ」や「シ」などの全角文字と同じ幅で記載されている。
| 巻数  | 話数   | サブタイトル                  |
| ----- | ------ | ----------------------------- |
| 第1巻 | 第1話  | ぼくらはもっすぐ歩けない      |
| 第1巻 | 第2話  | こんなはずじゃなかったもに    |
| 第1巻 | 第3話  | かっぱりかったのはぼくですや  |
| 第1巻 | 第4話  | ヤクゴ、ヤンリョウ            |
| 第1巻 | 第5話  | うそつきはどつぼぅのはじまり  |
| 第1巻 | 第6話  | 雨降って、死がたまる          |
| 第2巻 | 第7話  | あたらしない朝                |
| 第2巻 | 第8話  | ナナコロシ ヤバシ             |
| 第2巻 | 第9話  | ハカは死ななきゃ入れない      |
| 第2巻 | 第10話 | ヤクゴもちがい                |
| 第2巻 | 第11話 | オシリオキの一日              |
| 第2巻 | 第12話 | サンザンでキュウ              |
| 第3巻 | 第13話 | ナンカニチュウイ              |
| 第3巻 | 第14話 | ニコ14                        |
| 第3巻 | 第15話 | 三匹ガキがいる！              |
| 第3巻 | 第16話 | 君子 危うきに近寄らす         |
| 第3巻 | 第17話 | 世直しは、ヨン、なおよし      |
| 第3巻 | 第18話 | ポイステ≒=シ                  |
| 第4巻 | 第19話 | おもいゴミが激しい            |
| 第4巻 | 第20話 | あぶないっテカ？              |
| 第4巻 | 第21話 | ぼ・ぼんくらは少年探偵団      |
| 第4巻 | 第22話 | 火事451度                     |
| 第4巻 | 第23話 | 善人なおもて いわんや役人をや |
| 第4巻 | 第24話 | ゴミいった話                  |
| 第5巻 | 第25話 | カミてきネコ                  |
| 第5巻 | 第26話 | タマシードライバー            |
| 第5巻 | 第27話 | ワナがあったら入りたい        |
| 第5巻 | 第28話 | 復讐するはワレナベにトジブタ  |
| 第5巻 | 第29話 | カミとゴミ                    |
| 第5巻 | 最終話 | なにもかも もちがってますか   |

## その他
- 奥田が死亡する前まで男子の制服の詰襟部分に何も付いていなかったが、学校再開時から襟章が付いている。詰襟の右部分に円の中に「八」が書かれた襟章と、左手部分に四角形の学年とクラスを表す襟章になっている、光の場合は「3-イ」。
- おバカタレントを殺す際の光と一社の会話で本作の舞台となっている光たちの街が東京から離れていることが示唆されている。
- 光と春が動物園に行く話で春の持ち物として初めてスマートフォンが登場する。それまで登場した携帯電話はフィーチャーフォンだった。
- 魂の見える似子から魂とその見え方について説明があり、魂の見え方には動物と植物では違いがある。それは魂の素（以下、仮に魂素とする）のある場所が関係しており、動物はたいがい脳に集まっており、植物は分散化していて各細胞にある。そのため植物は全体がぼんやりと光って見える気がする、とのこと。この魂の見え方は作者・鬼頭の作品『ぼくらの』でも描写されていたが、その理由が本作で説明される形となる。